# Золотий глобус (66-та церемонія вручення)
66-та церемонія вручення нагород премії «Золотий глобус»

11 січня 2009 року
Найкращий фільм — драма: 
«Мільйонер із нетрів»
Найкращий фільм —
комедія або мюзикл: 
«Вікі Крістіна Барселона»
Найкращий телесеріал — драма: 
«Божевільні»
Найкращий телесеріал —
комедія або мюзикл: 
«30 потрясінь»
Найкращий мінісеріал або телефільм: 
«Джон Адамс»
< 65-та • Церемонії вручення • 67-ма >
66-та церемонія вручення нагород премії «Золотий глобус» за заслуги в галузі кінематографу і телебачення за 2008 рік, що відбулася 11 січня 2009 в готелі Беверлі-Гілтон (Беверлі-Гіллз, Лос-Анджелес, Каліфорнія). Номінанти, в 25 категоріях, були оголошені 12 грудня 2008 року. Церемонія вручення нагород відновилась після страйку Гільдії сценаристів США у 2007-2008 роках і транслювалась американською телекомпанією NBC. Телетрансляцію подивились 14,6 мільйонів телеглядачів і вона мала рейтинг 4.9/12. Її ведучим став англійський актор Рікі Джервейс. Церемонія спродюсована компанією Dick Clark Productions у співпраці з голлівудською асоціацією іноземної преси. 
Чотири нагороди у чотирьох номінаціях здобув британський кінофільм 2008 року, режисера Денні Бойла: «Мільйонер із нетрів». Фільми «Загадкова історія Бенджаміна Баттона», «Сумнів», «Фрост проти Ніксона» які були лідерами по кількості номінацій (5) не отримали жодної перемоги у своїх категорія. Першість серед серіалів дісталась американському історичному мінісеріалу «Джон Адамс», який також зібрав чотири нагороди у чотирьох номінаціях, серед яких і «Найкращий мінісеріал або телефільм».

## Список лауреатів і номінантів

### Кіно
Фільми з найбільшою кількістю нагород та номінацій
| Фільм                                    | Перемоги | Номінації |
| ---------------------------------------- | -------- | --------- |
| • «Мільйонер із нетрів»                  | 4        | 4         |
| • «Реслер»                               | 2        | 3         |
| • «Читець»                               | 1        | 4         |
| • «Життя спочатку»                       | 1        | 4         |
| • «Вікі Крістіна Барселона»              | 1        | 4         |
| • «Залягти на дно в Брюгге»              | 1        | 3         |
| • «Безтурботна»                          | 1        | 2         |
| • «ВОЛЛ·І»                               | 1        | 2         |
| • «Темний лицар»                         | 1        | 1         |
| • «Вальс із Баширом»                     | 1        | 1         |
| • «Загадкова історія Бенджаміна Баттона» | —        | 5         |
| • «Сумнів»                               | —        | 5         |
| • «Фрост проти Ніксона»                  | —        | 5         |
| • «Вольт»                                | —        | 2         |
| • «Прочитати і спалити»                  | —        | 2         |
| • «Підміна»                              | —        | 2         |
| • «Я так давно тебе кохаю»               | —        | 2         |
| • «Останній шанс Гарві»                  | —        | 2         |
| • «Мамма Міа!»                           | —        | 2         |
| • «Грім у тропіках»                      | —        | 2         |

• Переможці вказані першими і виділені окремим кольором.
| Категорія                                   | Лауреати і номінанти                                                            | Лауреати і номінанти                                    |
| ------------------------------------------- | ------------------------------------------------------------------------------- | ------------------------------------------------------- |
| Найкращий фільм — драма                     | • «Мільйонер із нетрів»                                                         | • «Мільйонер із нетрів»                                 |
| Найкращий фільм — драма                     | • «Загадкова історія Бенджаміна Баттона»                                        |                                                         |
| Найкращий фільм — драма                     | • «Фрост проти Ніксона»                                                         |                                                         |
| Найкращий фільм — драма                     | • «Читець»                                                                      |                                                         |
| Найкращий фільм — драма                     | • «Життя спочатку»                                                              |                                                         |
| Найкращий фільм — комедія або мюзикл        | • «Вікі Крістіна Барселона»                                                     | • «Вікі Крістіна Барселона»                             |
| Найкращий фільм — комедія або мюзикл        | • «Прочитати і спалити»                                                         |                                                         |
| Найкращий фільм — комедія або мюзикл        | • «Безтурботна» / Happy-Go-Lucky                                                |                                                         |
| Найкращий фільм — комедія або мюзикл        | • «Залягти на дно в Брюгге»                                                     |                                                         |
| Найкращий фільм — комедія або мюзикл        | • «Мамма Міа!»                                                                  |                                                         |
| Найкраща чоловіча роль — драма              |                                                                                 | • «Реслер» — Міккі Рурк за роль Ренді Робінсона         |
| Найкраща чоловіча роль — драма              | • «Життя спочатку» — Леонардо Ді Капріо за роль Френка Віллера                  |                                                         |
| Найкраща чоловіча роль — драма              | • «Фрост проти Ніксона» — Френк Ланджелла за роль Річарда Ніксона               |                                                         |
| Найкраща чоловіча роль — драма              | • «Гарві Мілк» — Шон Пенн за роль Гарві Мілка                                   |                                                         |
| Найкраща чоловіча роль — драма              | • «Загадкова історія Бенджаміна Баттона» — Бред Пітт за роль Бенджаміна Баттона |                                                         |
| Найкраща жіноча роль — драма                |                                                                                 | • «Життя спочатку» — Кейт Вінслет за роль Ейпріл Вілер  |
| Найкраща жіноча роль — драма                | • «Рейчел виходить заміж» — Енн Гетевей за роль Кім Бечмен                      |                                                         |
| Найкраща жіноча роль — драма                | • «Підміна» — Анджеліна Джолі за роль Крістін Коллінз                           |                                                         |
| Найкраща жіноча роль — драма                | • «Я так давно тебе кохаю» — Крістін Скотт Томас за роль Жульєтти Фонтен        |                                                         |
| Найкраща жіноча роль — драма                | • «Сумнів» — Меріл Стріп за роль Елоїзи Бов’є                                   |                                                         |
| Найкраща чоловіча роль — комедія або мюзикл |                                                                                 | • «Залягти на дно в Брюгге» — Колін Фаррелл за роль Рея |
| Найкраща чоловіча роль — комедія або мюзикл | • «Залягти на дно в Брюгге» — Брендан Глісон за роль Кена                       |                                                         |
| Найкраща чоловіча роль — комедія або мюзикл | • «Ананасовий експрес» — Джеймс Франко за роль Сола Сілвера                     |                                                         |
| Найкраща чоловіча роль — комедія або мюзикл | • «Вікі Крістіна Барселона» — Хав'єр Бардем за роль Хуана Антоніо Гонзало       |                                                         |
| Найкраща чоловіча роль — комедія або мюзикл | • «Останній шанс Гарві» — Дастін Гоффман за роль Гарві Шайна                    |                                                         |
| Найкраща жіноча роль — комедія або мюзикл   |                                                                                 | • «Безтурботна» — Саллі Гокінз за роль Поліни Кросс     |
| Найкраща жіноча роль — комедія або мюзикл   | • «Вікі Крістіна Барселона» — Ребекка Голл за роль Вікі Маріель                 |                                                         |
| Найкраща жіноча роль — комедія або мюзикл   | • «Прочитати і спалити» — Френсіс Макдорманд за роль Лінди Ліцке                |                                                         |
| Найкраща жіноча роль — комедія або мюзикл   | • «Мамма Міа!» — Меріл Стріп за роль Донни Шерідан                              |                                                         |
| Найкраща жіноча роль — комедія або мюзикл   | • «Останній шанс Гарві» — Емма Томпсон за роль Кейт Вокер                       |                                                         |
| Найкраща чоловіча роль другого плану        |                                                                                 | • «Темний лицар» — Гіт Леджер за роль Джокера           |
| Найкраща чоловіча роль другого плану        | • «Грім у тропіках» — Том Круз за роль Леса Гроссмана                           |                                                         |
| Найкраща чоловіча роль другого плану        | • «Грім у тропіках» — Роберт Дауні мол. за роль Кірка Лазеруса                  |                                                         |
| Найкраща чоловіча роль другого плану        | • «Герцогиня» — Рейф Файнс за роль герцога Девоншир                             |                                                         |
| Найкраща чоловіча роль другого плану        | • «Сумнів» — Філіп Сеймур Гоффман за роль Брендана Флінна                       |                                                         |
| Найкраща жіноча роль другого плану          |                                                                                 | • «Читець» — Кейт Вінслет за роль Ганни Шміц            |
| Найкраща жіноча роль другого плану          | • «Сумнів» — Емі Адамс за роль сестри Джеймс                                    |                                                         |
| Найкраща жіноча роль другого плану          | • «Сумнів» — Віола Девіс за роль місіс Міллер                                   |                                                         |
| Найкраща жіноча роль другого плану          | • «Вікі Крістіна Барселона» — Пенелопа Крус за роль Марії-Елена                 |                                                         |
| Найкраща жіноча роль другого плану          | • «Реслер» — Маріса Томей за роль Кессіді                                       |                                                         |
| Найкраща режисерська робота                 |                                                                                 | • «Мільйонер з нетрів» — Денні Бойл                     |
| Найкраща режисерська робота                 | • «Читець» — Стівен Долдрі                                                      |                                                         |
| Найкраща режисерська робота                 | • «Життя спочатку» — Сем Мендес                                                 |                                                         |
| Найкраща режисерська робота                 | • «Фрост проти Ніксона» — Рон Говард                                            |                                                         |
| Найкраща режисерська робота                 | • «Загадкова історія Бенджаміна Баттона» — Девід Фінчер                         |                                                         |
| Найкращий сценарій                          | • «Мільйонер з нетрів» — Саймон Боуфой                                          | • «Мільйонер з нетрів» — Саймон Боуфой                  |
| Найкращий сценарій                          | • «Загадкова історія Бенджаміна Баттона» — Ерік Рот                             |                                                         |
| Найкращий сценарій                          | • «Сумнів» — Джон Патрік Шенлі                                                  |                                                         |
| Найкращий сценарій                          | • «Фрост проти Ніксона» — Пітер Морган                                          |                                                         |
| Найкращий сценарій                          | • «Читець» — Девід Гейр                                                         |                                                         |
| Найкраща музика                             | • «Мільйонер із нетрів» — Алла Ракха Рахман                                     | • «Мільйонер із нетрів» — Алла Ракха Рахман             |
| Найкраща музика                             | • «Підміна» — Клінт Іствуд                                                      |                                                         |
| Найкраща музика                             | • «Загадкова історія Бенджаміна Баттона» — Александр Деспла                     |                                                         |
| Найкраща музика                             | • «Виклик» — Джеймс Ньютон Ховард                                               |                                                         |
| Найкраща музика                             | • «Фрост проти Ніксона» — Ганс Ціммер                                           |                                                         |
| Найкраща пісня                              | • «Реслер» — «The Wrestler»                                                     | • «Реслер» — «The Wrestler»                             |
| Найкраща пісня                              | • «Вольт» — «I Thought I Lost You»                                              |                                                         |
| Найкраща пісня                              | • «Кадилак Рекордс» — «Once in a Lifetime»                                      |                                                         |
| Найкраща пісня                              | • «Ґран Торіно» — «Gran Torino»                                                 |                                                         |
| Найкраща пісня                              | • «ВОЛЛ·І» — «Down to Earth»                                                    |                                                         |
| Найкращий анімаційний фільм                 | • «ВОЛЛ·І»                                                                      | • «ВОЛЛ·І»                                              |
| Найкращий анімаційний фільм                 | • «Вольт»                                                                       |                                                         |
| Найкращий анімаційний фільм                 | • «Панда Кунг-Фу»                                                               |                                                         |
| Найкращий фільм іноземною мовою             | • «Вальс із Баширом» (Ізраїль)                                                  | • «Вальс із Баширом» (Ізраїль)                          |
| Найкращий фільм іноземною мовою             | • «Комплекс Баадера — Майнхоф» / «Der Baader Meinhof Komplex» (Німеччина)       |                                                         |
| Найкращий фільм іноземною мовою             | • «Незабутні моменти» (Швеція)                                                  |                                                         |
| Найкращий фільм іноземною мовою             | • «Гоморра» (Італія)                                                            |                                                         |
| Найкращий фільм іноземною мовою             | • «Я так давно тебе кохаю» (Франція)                                            |                                                         |

### Телебачення
Телесеріали з найбільшою кількістю нагород та номінацій
| Фільм                 | Перемоги | Номінації |
| --------------------- | -------- | --------- |
| • «Джон Адамс»        | 4        | 4         |
| • «30 потрясінь»      | 3        | 3         |
| • «На лікуванні»      | 1        | 5         |
| • «Перерахунок»       | 1        | 5         |
| • «Божевільні»        | 1        | 3         |
| • «Реальна кров»      | 1        | 2         |
| • «Бернард і Доріс»   | —        | 3         |
| • «Антураж»           | —        | 3         |
| • «Кранфорд»          | —        | 3         |
| • «Брати і сестри»    | —        | 2         |
| • «Секс і Каліфорнія» | —        | 2         |
| • «Декстер»           | —        | 2         |
| • «Доктор Хаус»       | —        | 2         |
| • «Офіс»              | —        | 2         |
| • «Косяки»            | —        | 2         |

| Категорія                                                                | Лауреати і номінанти                                                  | Лауреати і номінанти                                        |
| ------------------------------------------------------------------------ | --------------------------------------------------------------------- | ----------------------------------------------------------- |
| Найкращий серіал — драма                                                 | • «Божевільні»                                                        | • «Божевільні»                                              |
| Найкращий серіал — драма                                                 | • «Декстер»                                                           |                                                             |
| Найкращий серіал — драма                                                 | • «Доктор Хаус»                                                       |                                                             |
| Найкращий серіал — драма                                                 | • «На лікуванні» / In Treatment                                       |                                                             |
| Найкращий серіал — драма                                                 | • «Реальна кров»                                                      |                                                             |
| Найкращий серіал — комедія або мюзикл                                    | • «30 потрясінь»                                                      | • «30 потрясінь»                                            |
| Найкращий серіал — комедія або мюзикл                                    | • «Секс і Каліфорнія»                                                 |                                                             |
| Найкращий серіал — комедія або мюзикл                                    | • «Антураж»                                                           |                                                             |
| Найкращий серіал — комедія або мюзикл                                    | • «Офіс»                                                              |                                                             |
| Найкращий серіал — комедія або мюзикл                                    | • «Косяки»                                                            |                                                             |
| Найкращий мінісеріал або телефільм                                       | • «Джон Адамс» / John Adams                                           | • «Джон Адамс» / John Adams                                 |
| Найкращий мінісеріал або телефільм                                       | • «Бернард і Доріс» / Bernard and Doris                               |                                                             |
| Найкращий мінісеріал або телефільм                                       | • «Кранфорд» / Cranford                                               |                                                             |
| Найкращий мінісеріал або телефільм                                       | • «Родзинки на сонці» / A Raisin in the Sun                           |                                                             |
| Найкращий мінісеріал або телефільм                                       | • «Перерахунок» / Recount                                             |                                                             |
| Найкраща чоловіча роль серіалу — драма                                   |                                                                       | • «На лікуванні» — Гебріел Бірн за роль Пола Вестона        |
| Найкраща чоловіча роль серіалу — драма                                   | • «Декстер» — Майкл Голл за роль Декстера Моргана                     |                                                             |
| Найкраща чоловіча роль серіалу — драма                                   | • «Божевільні» — Джон Гемм за роль Дона Дрейпера                      |                                                             |
| Найкраща чоловіча роль серіалу — драма                                   | • «Доктор Хаус» — Г'ю Лорі за роль Грегорі Хауса                      |                                                             |
| Найкраща чоловіча роль серіалу — драма                                   | • «Тюдори» — Джонатан Ріс-Маєрс за роль короля Генріха VIII           |                                                             |
| Найкраща жіноча роль серіалу — драма                                     |                                                                       | • «Реальна кров» — Анна Паквін за роль Сокі Стакхаус        |
| Найкраща жіноча роль серіалу — драма                                     | • «Божевільні» — Дженьюарі Джонс за роль Бетті Дрейпер                |                                                             |
| Найкраща жіноча роль серіалу — драма                                     | • «Брати і сестри» — Саллі Філд за роль Нори Вокер                    |                                                             |
| Найкраща жіноча роль серіалу — драма                                     | • «Шукачка» — Кіра Седжвік за роль Бренди Лі Джонсон                  |                                                             |
| Найкраща жіноча роль серіалу — драма                                     | • «Закон і порядок» — Маріска Гарґітай за роль Олівії Бенсон          |                                                             |
| Найкраща чоловіча роль серіалу — комедія або мюзикл                      |                                                                       | • «30 потрясінь» — Алек Болдвін за роль Джека Донагі        |
| Найкраща чоловіча роль серіалу — комедія або мюзикл                      | • «Офіс» — Стів Карелл за роль Майкла Скотта                          |                                                             |
| Найкраща чоловіча роль серіалу — комедія або мюзикл                      | • «Антураж» — Кевін Конноллі за роль Еріка Мерфі                      |                                                             |
| Найкраща чоловіча роль серіалу — комедія або мюзикл                      | • «Секс і Каліфорнія» — Девід Духовни за роль Генка Муді              |                                                             |
| Найкраща чоловіча роль серіалу — комедія або мюзикл                      | • «Монк» — Тоні Шалуб за роль Едріана Монка                           |                                                             |
| Найкраща жіноча роль серіалу — комедія або мюзикл                        |                                                                       | • «30 потрясінь» — Тіна Фей за роль Ліз Лемон               |
| Найкраща жіноча роль серіалу — комедія або мюзикл                        | • «Бридка Бетті» — Америка Феррера за роль Бетті Суарес               |                                                             |
| Найкраща жіноча роль серіалу — комедія або мюзикл                        | • «Косяки» — Мері-Луїз Паркер за роль Ненсі Ботвін                    |                                                             |
| Найкраща жіноча роль серіалу — комедія або мюзикл                        | • «Голлівудське розлучення» — Дебра Мессінг за роль Моллі Каган       |                                                             |
| Найкраща жіноча роль серіалу — комедія або мюзикл                        | • «Хто така Саманта?» — Крістіна Епплгейт за роль Саманти Ньюлі       |                                                             |
| Найкраща чоловіча роль мінісеріалу або телефільму                        |                                                                       | • «Джон Адамс» — Пол Джаматті за роль Джона Адамса          |
| Найкраща чоловіча роль мінісеріалу або телефільму                        | • «Бернард і Доріс» — Рейф Файнз за роль Бернарда Лафферті            |                                                             |
| Найкраща чоловіча роль мінісеріалу або телефільму                        | • «Перерахунок» — Кевін Спейсі за роль Рона Клейна                    |                                                             |
| Найкраща чоловіча роль мінісеріалу або телефільму                        | • «Перерахунок» — Том Вілкінсон за роль Джеймса Бейкера               |                                                             |
| Найкраща чоловіча роль мінісеріалу або телефільму                        | • «24: Спокута» — Кіфер Сазерленд за роль Джека Бауера                |                                                             |
| Найкраща жіноча роль мінісеріалу або телефільму                          |                                                                       | • «Джон Адамс» — Лора Лінні за роль Ебігейль Адамс          |
| Найкраща жіноча роль мінісеріалу або телефільму                          | • «Кранфорд» — Джуді Денч за роль Матильди Дженкінс                   |                                                             |
| Найкраща жіноча роль мінісеріалу або телефільму                          | • «Американський злочин» — Кетрін Кінер за роль Гертруди Баніжевські  |                                                             |
| Найкраща жіноча роль мінісеріалу або телефільму                          | • «Коко Шанель» — Ширлі Маклейн за роль Коко Шанель                   |                                                             |
| Найкраща жіноча роль мінісеріалу або телефільму                          | • «Бернард і Доріс» — Сьюзен Серендон за роль Доріс Дюк               |                                                             |
| Найкраща чоловіча роль другого плану серіалу, мінісеріалу або телефільму |                                                                       | • «Джон Адамс» — Том Вілкінсон за роль Бенджаміна Франкліна |
| Найкраща чоловіча роль другого плану серіалу, мінісеріалу або телефільму | • «Як я зустрів вашу маму» — Ніл Патрік Гарріс за роль Барні Стінсона |                                                             |
| Найкраща чоловіча роль другого плану серіалу, мінісеріалу або телефільму | • «Перерахунок» — Деніс Лірі за роль Майкла Воулі                     |                                                             |
| Найкраща чоловіча роль другого плану серіалу, мінісеріалу або телефільму | • «Антураж» — Джеремі Півен за роль Арі Голда                         |                                                             |
| Найкраща чоловіча роль другого плану серіалу, мінісеріалу або телефільму | • «На лікуванні» — Блер Андервуд за роль Алекса Принца-молодшого      |                                                             |
| Найкраща жіноча роль другого плану серіалу, мінісеріалу або телефільму   |                                                                       | • «Перерахунок» — Лора Дерн за роль Кетрін Гарріс           |
| Найкраща жіноча роль другого плану серіалу, мінісеріалу або телефільму   | • «Кранфорд» — Айлін Еткінс за роль Дебри Дженкінс                    |                                                             |
| Найкраща жіноча роль другого плану серіалу, мінісеріалу або телефільму   | • «На лікуванні» — Мелісса Джордж за роль Лори Гілл                   |                                                             |
| Найкраща жіноча роль другого плану серіалу, мінісеріалу або телефільму   | • «На лікуванні» — Даян Віст за роль Джини Толл                       |                                                             |
| Найкраща жіноча роль другого плану серіалу, мінісеріалу або телефільму   | • «Брати і сестри» — Рейчел Гріффітс за роль Сари Ведон               |                                                             |

## Спеціальні нагороди
| Премія імені Сесіля Б. Де Мілля (Нагорода за внесок у кінематограф) |  | Стівен Спілберг американський кінорежисер, сценарист, продюсер і монтажер. |
| Міс «Золотий глобус» (Символічний титул)                            |  | Румер Вілліс старша дочка акторів Демі Мур і Брюса Вілліса.                |